# Старое еврейское кладбище (Вроцлав)
Старое еврейское кладбище (пол.  Stary Nowy cmentarz żydowski) — иудейское кладбище, историческо-культурный памятник, находящийся во Вроцлаве, Польша. Кладбище расположено на улице Щлежна (Ślężna) и является одним из отделов Вроцлавского городского музея под названием «Музей мемориального искусства» (пол. Muzeum Sztuki Cmentarnej). На кладбище находятся могилы известных еврейских деятелей не только Вроцлава, но и Гданьска, Варшавы, Гамбурга и других европейских городов. Кладбище отличается от остальных еврейских захоронений Восточной Европы художественным разнообразием надгробных памятников. Кладбище внесено в реестр охраняемых памятников.

## История
В 1856 году еврейская община Бреслау купила земельный участок для кладбища около населённого пункта Габиц (Гайовице — сегодня это часть Вроцлава). Купленная земля была ограждена каменной стеной. Площадь купленного участка составляла 3 гектара. Через несколько лет был присоединён ещё один участок и общая площадь кладбища стала составлять 4,6 гектаров.
В начальном этапе на территории кладбища были построены два дома для служащих кладбища. Эти здания были перестроены в 1912 году. Авторами проектов этих зданий были братья Пауль и Рихард Эрлихи.
Первое захоронение состоялось 17 ноября 1856 года. Через некоторое время земля кладбища была освящена раввином Абрахамом Гейгером. В конце XIX века кладбище уже было переполнено и вроцлавская еврейская община купила участок для нового кладбища, которое было открыто в 1904 году на улице Лётничей.
Во время Второй мировой войны кладбище не подверглось разорению. В 1943 году оно было закрыто для захоронений. Кладбище незначительно пострадало во время штурма Вроцлава советскими войсками в 1945 году.
24 мая 1975 года кладбище было внесено в реестр охраняемых исторических памятников. С 1988 года оно является филиалом Вроцлавского городского музея.
В XX веке на кладбище были помещены более старые надгробия с других уже несуществующих вроцлавских еврейских кладбищ. Самое старое надгробие датируется 1203 годом.

## В настоящее время
С 1988 года кладбище является филиалом Вроцлавского городского музея. Кладбище открыто ежедневно с 10.00 до 18.00. Посещение платное, кроме четверга.
Кладбище окружено белой стеной. Вход на кладбище находится со стороны переулка Фердинанда Лассаля.
17—18 августа 2012 года на кладбище был совершён акт вандализма — одно из надгробий было разбито, а на других были нарисованы антисемитские символы и надписи против евреев («Sieg heil», «Juden raus»).

### Транспорт
До кладбища можно доехать на трамвае № 9, остановка «Экономический университет» («Uniwersytet Ekonomiczny») или автобусами № 133, 134, остановка «Экономический университет».

## Известные личности, похороненные на кладбище
- Кон, Фердинанд Юлиус (1828—1898) — немецкий ботаник и микробиолог;
- Лассаль, Фердинанд (1825—1864) — немецкий философ;
- Шоттлендер, Арнольд (1854—1909) — немецкий шахматист

## Источник
- Przemysław Burchard: Pamiątki i zabytki kultury żydowskiej w Polsce. Warszawa: 1990, s. 185.
- Cmentarze dawnego Wrocławia Marek Burak, Halina Okólska, Muzeum Architektury we Wrocławiu 2007 ISBN 978-83-89262-38-7